# Fotbollsgalan
Fotbollsgalan anordnas i Sverige i mitten av november varje år och är en TV-sänd fest för spelare och ledare inom fotboll i Sverige. Fotbollsgalan hade premiär 1995, och under den delas priser ut, till exempel Årets anfallare, Årets nykomling och framförallt Guldbollen och Diamantbollen till årets bästa manliga respektive kvinnliga svenska fotbollsspelare. Fotbollsgalan hålls då Sveriges fotbollssäsong mer eller mindre är över. I pauserna framförs musik med artistframträdanden. 
Under 2020 bytte Fotbollsgalan namn till Fotbollsåret.
Efter 2019 ställde man in galan efterföljande år på grund av coronapandemin. Och efter det beslutade Svenska Fotbollförbundet att lägga ner galan och ersätta den med ett program som sammanfattar fotbollsåret som gått. Och alla svenska spelarna tar emot sina respektive priser på annat sätt. 

## Priser
Under Fotbollsgalan delar Aftonbladet och Svenska Fotbollförbundet ut Guldbollen till årets herrspelare och Sydsvenska Dagbladet Diamantbollen till årets damspelare.
Andra priser som vanligen delas ut:
- Årets genombrott - tilldelas en spelare som under året fått sitt genombrott i Damallsvenskan eller svenska damlandslaget
- Årets nykomling - utses bland de spelare som har debuterat i Allsvenskan under säsongen
- årets målvakt damer
- årets målvakt herrar
- årets back damer
- årets back herrar
- årets mittfältare damer
- årets mittfältare herrar
- årets anfallare damer
- årets anfallare herrar
- årets tränare damer
- årets tränare herrar
- årets personlighet
- årets mål - kandidaterna utses av TV4 och röstas fram av TV4:s tittare
- årets domare
- årets skyttekung
- årets skyttedrottning
- Fair Play (Allsvenskan, Superettan och Damallsvenskan)
- Fotbollskanalens hederspris
- årets futsalspelare damer
- årets futsalspelare herrar

## Vinnare
| År   | Spelare          | Lag                        |
| ---- | ---------------- | -------------------------- |
| 1995 | Thomas Ravelli   | IFK Göteborg               |
| 1996 | Dick Last        | IFK Norrköping             |
| 1997 | Thomas Ravelli   | IFK Göteborg               |
| 1998 | Mattias Asper    | AIK                        |
| 1999 | Mattias Asper    | AIK                        |
| 2000 | Håkan Svensson   | Halmstad BK                |
| 2001 | Lasse Eriksson   | Hammarby IF                |
| 2002 | Andreas Isaksson | Djurgårdens IF             |
| 2003 | Andreas Isaksson | Djurgårdens IF             |
| 2004 | Andreas Isaksson | Stade Rennais              |
| 2005 | Andreas Isaksson | Stade Rennais              |
| 2006 | Rami Shaaban     | Fredrikstad FK             |
| 2007 | Rami Shaaban     | Fredrikstad FK             |
| 2008 | Johan Wiland     | IF Elfsborg                |
| 2009 | Andreas Isaksson | PSV Eindhoven              |
| 2010 | Johan Wiland     | FC Köpenhamn               |
| 2011 | Andreas Isaksson | PSV Eindhoven              |
| 2012 | Andreas Isaksson | PSV Eindhoven/Kasımpaşa SK |
| 2013 | Andreas Isaksson | Kasımpaşa SK               |
| 2014 | Andreas Isaksson | Kasımpaşa SK               |
| 2015 | Andreas Isaksson | Kasımpaşa SK               |
| 2016 | Robin Olsen      | FC Köpenhamn               |
| 2017 | Robin Olsen      | FC Köpenhamn               |
| 2018 | Robin Olsen      | FC Köpenhamn/AS Roma       |
| 2019 | Robin Olsen      | AS Roma/Cagliari Calcio    |
| 2020 | Robin Olsen      | Everton FC                 |
| 2021 | Robin Olsen      | Sheffield United FC        |
| 2022 | Robin Olsen      | Aston Villa FC             |
| 2023 | Robin Olsen      | Aston Villa FC             |

| År   | Spelare                 | Lag                                 |
| ---- | ----------------------- | ----------------------------------- |
| 1995 | Teddy Lucic             | Västra Frölunda IF                  |
| 1996 | Roland Nilsson          | Helsingborgs IF                     |
| 1997 | Andreas Jakobsson       | Helsingborgs IF                     |
| 1998 | Pétur Marteinsson       | Hammarby IF                         |
| 1999 | Roland Nilsson          | Helsingborgs IF                     |
| 2000 | Michael Svensson        | Halmstad BK                         |
| 2001 | Patrik Andersson        | FC Bayern München/FC Barcelona      |
| 2002 | Johan Mjällby           | Celtic FC                           |
| 2003 | Olof Mellberg           | Aston Villa FC                      |
| 2004 | Erik Edman              | Tottenham Hotspur FC                |
| 2005 | Teddy Lucic             | BK Häcken                           |
| 2006 | Petter Hansson          | SC Heerenveen                       |
| 2007 | Petter Hansson          | Stade Rennais                       |
| 2008 | Olof Mellberg           | Juventus FC                         |
| 2009 | Olof Mellberg           | Olympiakos FC                       |
| 2010 | Olof Mellberg           | Olympiakos FC                       |
| 2011 | Olof Mellberg           | Olympiakos FC                       |
| 2012 | Olof Mellberg           | Olympiakos FC/Villarreal CF         |
| 2013 | Martin Olsson           | Blackburn Rovers FC/Norwich City FC |
| 2014 | Andreas Granqvist       | FC Krasnodar                        |
| 2015 | Andreas Granqvist       | FC Krasnodar                        |
| 2016 | Victor Nilsson Lindelöf | SL Benfica                          |
| 2017 | Andreas Granqvist       | FC Krasnodar                        |
| 2018 | Andreas Granqvist       | FC Krasnodar/Helsingborgs IF        |
| 2019 | Victor Nilsson Lindelöf | Manchester United FC                |
| 2020 | Victor Nilsson Lindelöf | Manchester United FC                |
| 2021 | Victor Nilsson Lindelöf | Manchester United FC                |
| 2022 | Victor Nilsson Lindelöf | Manchester United FC                |
| 2023 | Victor Nilsson Lindelöf | Manchester United FC                |

| År   | Spelare              | Lag                                  |
| ---- | -------------------- | ------------------------------------ |
| 1995 | Niclas Alexandersson | Halmstad BK                          |
| 1996 | Jesper Blomqvist     | IFK Göteborg                         |
| 1997 | Daniel Andersson     | Malmö FF                             |
| 1998 | Fredrik Ljungberg    | Halmstad BK                          |
| 1999 | Krister Nordin       | AIK                                  |
| 2000 | Anders Svensson      | IF Elfsborg                          |
| 2001 | Fredrik Ljungberg    | Arsenal FC                           |
| 2002 | Fredrik Ljungberg    | Arsenal FC                           |
| 2003 | Fredrik Ljungberg    | Arsenal FC                           |
| 2004 | Fredrik Ljungberg    | Arsenal FC                           |
| 2005 | Fredrik Ljungberg    | Arsenal FC                           |
| 2006 | Tobias Linderoth     | FC Köpenhamn                         |
| 2007 | Tobias Linderoth     | Galatasaray SK                       |
| 2008 | Viktor Elm           | Kalmar FF                            |
| 2009 | Kim Källström        | Olympique Lyonnais                   |
| 2010 | Pontus Wernbloom     | AZ Alkmaar                           |
| 2011 | Kim Källström        | Olympique Lyonnais                   |
| 2012 | Kim Källström        | Olympique Lyonnais/FK Spartak Moskva |
| 2013 | Albin Ekdal          | Cagliari Calcio                      |
| 2014 | Albin Ekdal          | Cagliari Calcio                      |
| 2015 | Albin Ekdal          | Cagliari Calcio/Hamburger SV         |
| 2016 | Emil Forsberg        | RB Leipzig                           |
| 2017 | Emil Forsberg        | RB Leipzig                           |
| 2018 | Viktor Claesson      | FC Krasnodar                         |
| 2019 | Emil Forsberg        | RB Leipzig                           |
| 2020 | Dejan Kulusevski     | Juventus FC                          |
| 2021 | Emil Forsberg        | RB Leipzig                           |
| 2022 | Emil Forsberg        | RB Leipzig                           |
| 2023 | Dejan Kulusevski     | Tottenham Hotspur FC                 |

| År   | Spelare            | Lag                                      |
| ---- | ------------------ | ---------------------------------------- |
| 1995 | Jörgen Pettersson  | Malmö FF                                 |
| 1996 | Andreas Andersson  | IFK Göteborg                             |
| 1997 | Andreas Andersson  | IFK Göteborg                             |
| 1998 | Arild Stavrum      | Helsingborgs IF                          |
| 1999 | Marcus Allbäck     | Örgryte IS                               |
| 2000 | Stefan Selakovic   | Halmstad BK                              |
| 2001 | Henrik Larsson     | Celtic FC                                |
| 2002 | Henrik Larsson     | Celtic FC                                |
| 2003 | Henrik Larsson     | Celtic FC                                |
| 2004 | Henrik Larsson     | Celtic FC/FC Barcelona                   |
| 2005 | Zlatan Ibrahimović | Juventus FC                              |
| 2006 | Marcus Allbäck     | FC Köpenhamn                             |
| 2007 | Zlatan Ibrahimović | Inter Milan                              |
| 2008 | Zlatan Ibrahimović | Inter Milan                              |
| 2009 | Zlatan Ibrahimović | Inter Milan/FC Barcelona                 |
| 2010 | Zlatan Ibrahimović | AC Milan                                 |
| 2011 | Zlatan Ibrahimović | AC Milan                                 |
| 2012 | Zlatan Ibrahimović | AC Milan/Paris Saint-Germain             |
| 2013 | Zlatan Ibrahimović | Paris Saint-Germain                      |
| 2014 | Zlatan Ibrahimović | Paris Saint-Germain                      |
| 2015 | Zlatan Ibrahimović | Paris Saint-Germain                      |
| 2016 | Zlatan Ibrahimović | Paris Saint-Germain/Manchester United FC |
| 2017 | Zlatan Ibrahimović | Manchester United FC                     |
| 2018 | Zlatan Ibrahimović | Los Angeles Galaxy                       |
| 2019 | Zlatan Ibrahimović | Los Angeles Galaxy                       |
| 2020 | Zlatan Ibrahimović | AC Milan                                 |
| 2021 | Alexander Isak     | Real Sociedad                            |
| 2022 | Dejan Kulusevski   | Tottenham Hotspur FC                     |
| 2023 | Viktor Gyökeres    | Sporting CP                              |

| År   | Tränare                    | Lag             |
| ---- | -------------------------- | --------------- |
| 1995 | Reine Almqvist             | Helsingborgs IF |
| 1996 | Lars Olof Mattsson         | Ljungskile SK   |
| 1997 | -                          | -               |
| 1998 | -                          | -               |
| 1999 | -                          | -               |
| 2000 | -                          | -               |
| 2001 | Sören Cratz                | Hammarby IF     |
| 2002 | Zoran Lukic & Sören Åkeby  | Djurgårdens IF  |
| 2003 | Zoran Lukic & Sören Åkeby  | Djurgårdens IF  |
| 2004 | Janne Andersson            | Halmstad BK     |
| 2005 | Kjell Jonevret             | Djurgårdens IF  |
| 2006 | Magnus Haglund             | IF Elfsborg     |
| 2007 | Jonas Olsson & Stefan Rehn | IFK Göteborg    |
| 2008 | Nanne Bergstrand           | Kalmar FF       |
| 2009 | Mikael Stahre              | AIK             |
| 2010 | Roland Nilsson             | Malmö FF        |
| 2011 | Conny Karlsson             | Helsingborgs IF |
| 2012 | Jörgen Lennartsson         | IF Elfsborg     |
| 2013 | -                          | -               |
| 2014 | -                          | -               |
| 2015 | -                          | -               |
| 2016 | -                          | -               |
| 2017 | -                          | -               |
| 2018 | -                          | -               |
| 2019 | -                          | -               |
| 2020 | -                          | -               |
| 2021 | -                          | -               |
| 2022 | -                          | -               |
| 2023 | -                          | -               |

- Fetstilt markerar att tränaren vann SM-guld.

| År   | Spelare            | Lag            |
| ---- | ------------------ | -------------- |
| 1995 | Jesper Blomqvist   | IFK Göteborg   |
| 1996 | Rami Rantanen      | Trelleborgs FF |
| 1997 | Daniel Andersson   | Malmö FF       |
| 1998 | Nebosja Novakovic  | AIK            |
| 1999 | Anders Svensson    | IF Elfsborg    |
| 2000 | Magnus Källander   | Örgryte IS     |
| 2001 | Johan Andersson    | Hammarby IF    |
| 2002 | Daniel Majstorovic | Malmö FF       |
| 2003 | Hasse Berggren     | IF Elfsborg    |
| 2004 | Marta              | Umeå IK        |
| 2005 | Daniel Sjölund     | Djurgårdens IF |
| 2006 | -                  | -              |
| 2007 | -                  | -              |
| 2008 | -                  | -              |
| 2009 | Emil Johansson     | Hammarby IF    |
| 2010 | Linus Hallenius    | Hammarby IF    |
| 2011 | Kim Källström      | Sverige        |
| 2012 | Zlatan Ibrahimović | Sverige        |
| 2013 | Zlatan Ibrahimović | Sverige        |
| 2014 | Magnus Eriksson    | Malmö FF       |
| 2015 | Simon Skrabb       | Åtvidabergs FF |
| 2016 | Guillermo Molins   | Malmö FF       |
| 2017 | -                  | -              |
| 2018 | -                  | -              |
| 2019 | -                  | -              |
| 2020 | -                  | -              |
| 2021 | -                  | -              |
| 2022 | -                  | -              |
| 2023 | -                  | -              |